# Histoire du soldat
Histoire du soldat, storia da leggere, recitare e danzare in 2 parti, è un'opera da camera composta da Igor' Fëdorovič Stravinskij nel 1918 su libretto in francese di Charles-Ferdinand Ramuz.

## Storia
La famiglia di Stravinskij si era trasferita in Svizzera a Morges nel 1915. La rivoluzione russa del 1917 provocò il distacco definitivo di Stravinskij dalla Russia, privandolo di ogni risorsa e rendendo la situazione economica critica; nelle stesse ristrettezze finanziarie si trovavano alcuni suoi amici svizzeri, come lo scrittore Charles-Ferdinand Ramuz e il direttore d'orchestra Ernest Ansermet. Stravinskij e Ramuz ebbero allora l'idea di far fronte alla situazione creando un'opera teatrale ambulante; pensavano così di recarsi da una località all'altra con un piccolo teatro, facilmente trasportabile, per presentare l'opera nei villaggi di tutta la Svizzera. Ansermet doveva essere il direttore dell'impresa e il pittore locale René Auberjonois lo scenografo e costumista. Dopo aver cercato inutilmente dei finanziatori, alla fine la folle iniziativa, come la definì Stravinskij stesso, trovò l'interesse e l'appoggio dell'industriale Werner Reinhart che era anche un eccellente clarinettista dilettante. Date le circostanze si misero d'accordo per una rappresentazione semplice che richiedesse pochi strumenti con pochi esecutori, pochi personaggi e solo una piccola scena su cui si doveva svolgere l'azione con mimi e danzatori.
Stravinskij, pensando ad una storia burlesca da cantare e recitare, volle trarre l'argomento per questo lavoro da una raccolta di fiabe popolari russe di Aleksandr Nikolaevič Afanas'ev, pubblicata fra il 1855 e il 1864, che egli amava molto. Il compositore creò un intreccio basato essenzialmente su due racconti, Il soldato disertore e il diavolo e Un soldato libera la principessa ispirate vagamente al mito di Faust. Presentò quindi questo progetto a Ramuz che ne fu entusiasta e che si dedicò subito alla stesura del libretto. Il musicista e lo scrittore lavorarono in stretta collaborazione per tutti i primi mesi del 1918. Poiché la rappresentazione doveva essere itinerante, la strumentazione doveva poter essere facilmente trasportabile; per questo motivo Stravinskij scelse tra gli archi un violino e un contrabbasso, tra i legni, un clarinetto e un fagotto, tra gli ottoni una cornetta e un trombone e alcune percussioni con un solo esecutore. Data la particolarità della strumentazione, il musicista acquistò gli strumenti necessari al suo lavoro in un negozio di Losanna ed imparò a suonarli man mano che componeva l'opera. La composizione fu terminata il 3 settembre 1918. Per gli interpreti delle scene danzate gli autori ebbero la fortuna di avere due professionisti che si trovavano allora a Ginevra: Georges Pitoëff (diavolo), che curò anche la regia, e sua moglie Ludmila (principessa); per le altre parti si rivolsero a degli studenti dell'Università di Losanna. Fu preso contatto con il Teatro Municipale di Losanna dove l'opera fu eseguita in prima rappresentazione il 28 settembre 1918 con la direzione di Ernest Ansermet, le scene ed i costumi di René Auberjonois.

## Realizzazione
L'Histoire du soldat non è un'opera vera e propria perché manca il canto. Poiché per gli autori era necessario attirare l'attenzione del pubblico, specialmente quello meno colto dei villaggi, la priorità venne data alla parte raccontata a cui la musica doveva essere di supporto nei momenti salienti. La partitura in effetti si presenta come una suite costituita da tanti pezzi separati, ognuno col suo preciso carattere: una marcia, una pastorale, una marcia reale, un tango, un valzer, un rag-time. Secondo le indicazioni degli autori lo spettacolo doveva svolgersi su un piccolo palco; da un lato vi era il Narratore, seduto su uno sgabello, di fronte ad un tavolino con una caraffa di vino ed un bicchiere; dal lato opposto stava l'orchestra, mentre nel mezzo della scena agivano i mimi e la ballerina. Le scene disegnate da Auberjonois consistevano in un sipario su cui erano dipinti due zampilli di fontane con una barca posta su di essi e dei siparietti fatti di tela cerata con varie raffigurazioni; questi ultimi venivano arrotolati a mano a seconda dello svolgersi della narrazione.
A seconda delle esigenze della regia l'opera può avere una durata tra i 35 minuti e un'ora.

## Trama
Joseph è un soldato in licenza che sta tornando verso casa; si accoccola presso la riva di un ruscello e fruga nel proprio zaino, estraendone un medaglione portafortuna, uno specchio, la foto della sua fidanzata ed infine un violino da pochi soldi a cui è però attaccatissimo. Mentre lo suona gli si avvicina un anziano signore con un retino per farfalle che è in realtà il diavolo sotto mentite spoglie e che gli chiede di vendergli il suo violino. Joseph rifiuta, ma il diavolo gli propone di barattarlo con un misterioso libro che contiene indicibili ricchezze; sfogliandolo Joseph si accorge che vi sono riportati fatti non ancora accaduti: in questa maniera potrebbe facilmente diventare ricco.
Il diavolo propone al soldato un patto: resteranno tre giorni insieme durante i quali Joseph gli insegnerà a suonare il violino e lui insegnerà a Joseph a leggere il libro. Il soldato accetta. Allo scadere dei tre giorni, però, tornando a casa, Joseph si rende conto che in realtà sono passati tre anni: la sua ragazza si è sposata ed ha un bambino e la madre lo crede morto. Joseph va alla ricerca del diavolo, lo trova in veste di mercante di bestiame e si scontra con lui, furioso. Il diavolo cerca di consolarlo ricordandogli che ora ha il libro: il soldato lo prova ed effettivamente accumula in breve enormi ricchezze, ma si rende conto ben presto che gli interessa di più riottenere gli affetti e la vita che aveva prima.
Diventato ricchissimo, Joseph incontra ancora il diavolo, travestito da vecchia mezzana, che prova a vendergli un medaglione, uno specchio, la foto di una ragazza ed infine un violino; Joseph riconosce i suoi oggetti e recupera lo strumento, ma si rende conto che non è più in grado di suonarlo. Il soldato si sbarazza di tutti i suoi averi e distrugge il libro; più povero di prima e senza neppure il suo vecchio zaino, si rimette in marcia, convinto almeno di essersi liberato definitivamente del diavolo e di poter ricominciare da capo a vivere sotto il segno dell'autenticità.
Egli però, invece di tornare al suo paese, parte all'avventura e finisce in un posto a lui ignoto: appena entrato in una locanda, compare ancora il diavolo che dice di essere stato soldato come lui e di volerlo aiutare, giacché lo vede male in arnese. Contemporaneamente passa un banditore che annuncia che la figlia del re è gravemente malata e che chiunque riuscirà a guarirla l'avrà in sposa. Lo sconosciuto esorta il soldato a farsi avanti e Joseph, consapevole di non avere niente da perdere, gli dà retta; si ritrova così, come d'incanto, alle porte dei giardini del palazzo reale e si fa avanti chiedendo del re.
La principessa sta male perché è posseduta dal demonio ed il diavolo stesso, in tenuta da violinista virtuoso, accoglie come un cameriere il soldato, dopo che il re stesso gli ha dato il suo benestare per la prova a cui egli intende sottoporsi. Il diavolo si diverte a provocare Joseph, mentre quest'ultimo sa di non potere nulla contro la sua potestà infernale. Il narratore interviene a questo punto per incitare il soldato a ribellarsi e a vendicarsi, cosicché il soldato decide di sfidare il diavolo a carte facendo leva sul suo stesso orgoglio: lo fa ubriacare e vince la partita. Pur avendo per questo perduto tutti i soldi che gli rimanevano, il soldato riesce a riprendere possesso del suo violino e si mette a suonare sul corpo del diavolo, rovinato a terra completamente sbronzo.
Una grande luce inonda la camera della principessa che giace nel suo letto e non si muove. Il soldato entra nella stanza e comincia a suonare tre danze: subito dopo le prime battute del Tango, ella apre gli occhi, si volta verso il soldato, si alza in piedi e si mette a danzare. Il soldato e la principessa si abbracciano, mentre riappare in scena il diavolo camminando a quattro zampe. I due provano a ricominciare a danzare insieme, ma il diavolo incalza per riavere il violino finché il soldato ha un'idea: si rimette a suonare costringendo il diavolo a ballare fino allo sfinimento. Joseph e la principessa possono riabbracciarsi, ma ben presto il diavolo è di nuovo in piedi e li maledice dicendo al soldato che sarà salvo solo se resterà per sempre nel regno. Il soldato e la principessa sono ormai sposati; Joseph è convinto di avere finalmente tutto ciò che conta nella vita, ma la principessa lo induce a tornare al suo paese di cui sente nostalgia; non appena passa il confine del regno il diavolo, che lo attende al varco, se lo porta via per sempre al suono di una marcia trionfale.

## Musica

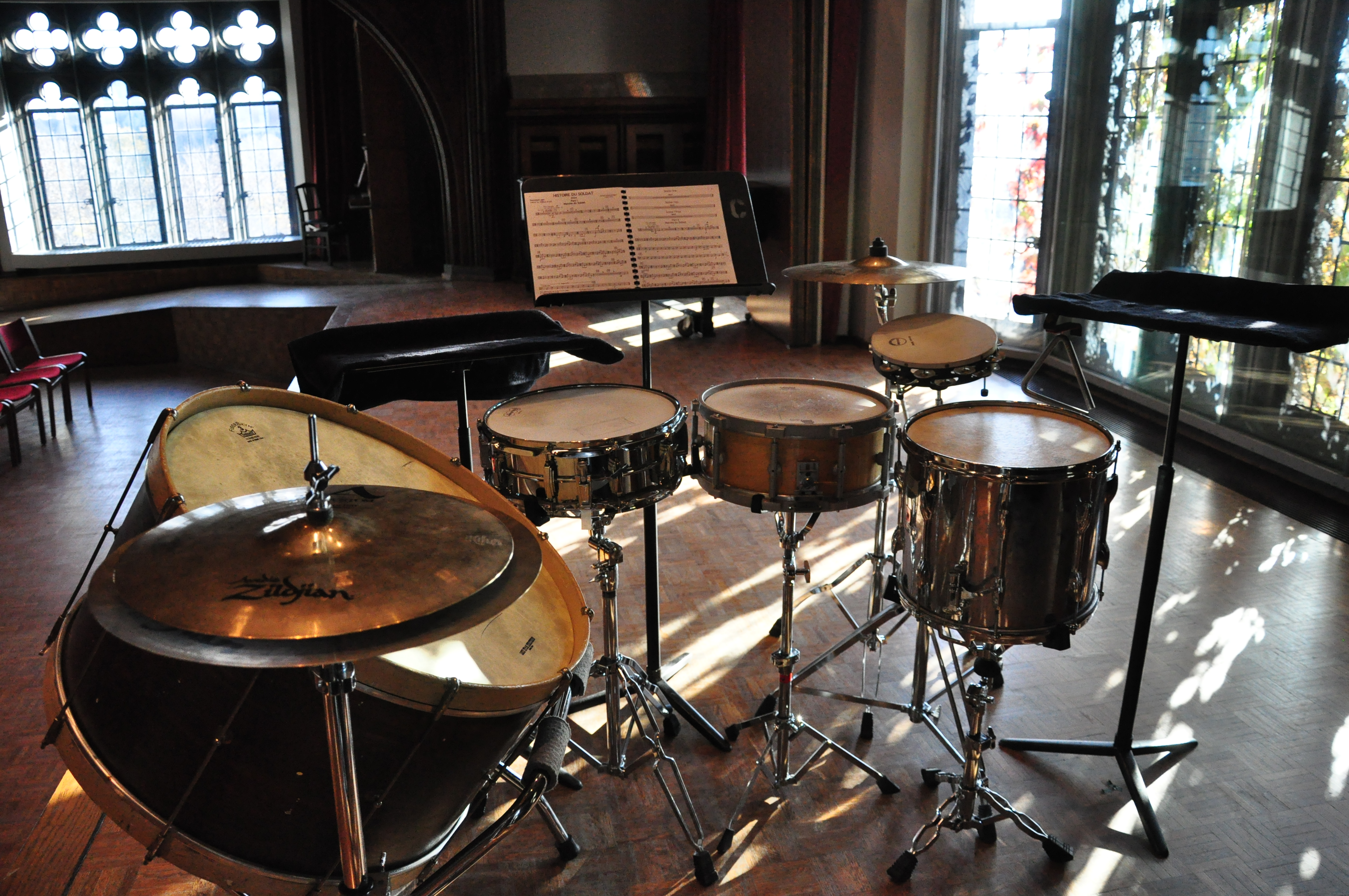
Percussioni utilizzate sulla scena dell'Histoire du soldat

Se confrontata ai precedenti lavori di Stravinskij, la partitura di quest'opera appare quanto mai asciutta e scarna, oltre che lontana da ogni forma di pittoricismo; infatti il musicista rinuncia ad usare qualsiasi spunto folcloristico; le fonti di ispirazione sono però le più varie possibili, si va dal tango argentino al valzer, alle fanfare svizzere, al ragtime, al paso doble. Nonostante questa grande varietà l'Histoire du soldat è una delle opere più lineari ed omogenee che Stravinskij abbia mai scritto. Fondamentale per il musicista è stata la scoperta del jazz avvenuta proprio in quegli anni tramite partiture portate dall'America da Ansermet; Stravinskij ne assimilò subito lo stile ritmico immaginandolo nella sua mente; il ritmo si rivela infatti ancora una volta centrale nella sua composizione dove le percussioni hanno un ruolo fondamentale fino alle ultime battute del lavoro. La bizzarra strumentazione assicura la gamma più vasta nelle tre principali qualità di timbro: due strumenti opposti, uno acuto e uno grave, in ognuno dei tre gruppi strumentali (clarinetto e fagotto per i legni, cornetta e trombone per gli ottoni, violino, che interpreta l'anima del soldato, e contrabbasso per gli archi) e un'unica batteria di percussioni affidate a un solo esecutore: grancassa, tamburo militare, due tamburi rullanti di diversa grandezza, piatto sospeso, triangolo e tamburello basco.
Dall'opera il compositore russo trasse nel 1919 due suite: una da concerto con lo stesso organico strumentale ed un'altra per violino, clarinetto e pianoforte.
La prima suite per orchestra ha lo stesso organico dell'opera teatrale; è suddivisa in nove parti e dura 25 minuti :
1. La marcia del Soldato
2. Aria del libro
3. Pastorale
4. Marcia reale
5. Piccolo concerto
6. Tre danze: Tango, Valzer, Ragtime
7. Danza del Diavolo
8. Piccolo corale/ grande corale
9. Marcia trionfale del diavolo

La seconda suite che Stravinsky realizzò è scritta per un ristretto organico: pianoforte, clarinetto e violino; è suddivisa in cinque parti :
1. La marcia del Soldato
2. Il Violino del Soldato
3. Piccolo concerto
4. Tre danze: Tango, Valzer, Ragtime
5. Danza del Diavolo

## Altre realizzazioni
Data la sua struttura particolare Histoire du soldat è stata successivamente oggetto di diverse tipologie di allestimenti. 
Robert Helpmann nel 1954 reinterpretò l'opera sottolineandone prevalentemente l'aspetto coreografico; il balletto fu eseguito all'Edinburgh International Festival con protagonisti lo stesso Helpmann e Moira Shearer.

La rivisitazione più originale è stata quella di Eliot Feld che il 7 gennaio 1972 ha portato in scena l'Histoire du soldat al New York City Center con l'American Ballet Theatre. Il coreografo ha voluto modificare la vicenda sostituendo al diavolo prostitute e uomini di malaffare, un sottobosco umano nato dagli orrori della guerra, che prendono di mira il soldato; proprio il tema delle brutture e dei disastri provocati dai conflitti diventa centrale nel balletto ed è quello contro cui la narrazione si scaglia.

## Edizioni musicali
- Histoire du soldat / Lue, Jouée et Dansée en Deux Parties, testo di Ch.F. Ramuz, partitura, Chester Music, 1987-1992, CH 55726, ISBN 0-7119-3841-5
- Histoire du soldat / Lue, Jouée et Dansée en Deux Parties, testo di Ch.F. Ramuz, trascrizione per pianoforte, Chester Music, 1924-1990, CH 09712, ISBN 0-7119-2252-7
- Histoire du Soldat / Lue, Jouée, Testo di Ch. F. Ramuz, Ensemble Musical Fernand Oubradous, Plaisir Musical, LP Mono (1955?)
- Histoire du Soldat / Lue, Jouée, Testo di Ch. F. Ramuz, Igor Markevitch, Jean Cocteau, Jean-Marie Fertey, Peter Ustinov, Anne Tonietti, PHILIPS LEGENDARY CLASSICS, VEVEY (CH), 10/1962